# 하슬레-뤼에크자우역
하슬레-뤼에크자우역(Bahnhof Hasle-Rüegsau)은 스위스 베른주의 하슬레 바이 부르크도르프 시정촌에 있는 기차역이다. BLS AG의 표준궤 부르크도르프-툰선과 졸로투른-랑나우선의 교차점에 있다.

## 운행편
2020년 12월 시간표 변경에 따라 하슬레-뤼에크자우에서 다음 서비스가 정차한다.
- 레기오 :
  - 툰과 졸로투른 사이의 시간별 서비스.
  - 코놀핑엔까지 매시간 운행 .
- 베른 S-반 S4 / S44 : 툰까지 30분, 랑나우 또는 주미스발트-그뤼넨까지 1시간 간격으로 운행.